# Kinnevalds och Norrvidinge kontrakt
Kinnevalds och Norrvidinge kontrakt var ett kontrakt i Växjö stift inom Svenska kyrkan i Kronobergs län. Kontraktet upplöstes 1995. 

## Administrativ historik
Kontraktet bildades 1 juli 1936 och bestod av från Kinnevalds kontrakt
- Växjö stadsförsamling som 1940 uppgick i Växjö församling
- Växjö landsförsamling som 1940 uppgick i Växjö församling
- Bergunda församling
- Öja församling
- Kalvsviks församling
- Jäts församling övergick 1962 till Konga kontrakt
- Tävelsås församling
- Vederslövs församling
- Dänningelanda församling
- Öjaby församling
- Urshults församling som 1995 övergick i Konga kontrakt
- Almundsryds församling som 1995 övergick i Konga kontrakt

Från Norrvidinge kontrakt tillkom vid bildandet
- Tolgs församling som 1995 övergick till Vidinge kontrakt
- Asa församling som 1962 överfördes till Allbo kontrakt
- Tjureda församling som 1995 övergick till Vidinge kontrakt
- Bergs församling som 1962 överfördes till Allbo kontrakt
- Ormesberga församling som 1962 överfördes till Allbo kontrakt
- Gårdsby församling som 1995 övergick till Vidinge kontrakt
- Söraby församling som 1995 övergick till Vidinge kontrakt

1962 tillkom från Allbo kontrakt
- Härlunda församling som 1995 återgick till Allbo kontrakt

1986 återkom från Allbo kontrakt
- Örs församling
- Ormesberga församling

Övriga församlingar övergick 1995 till Kinnevalds kontrakt.